# 1500 Louisiana Street
Le 1500 Louisiana Street est un gratte-ciel de bureaux de 183 mètres de hauteur, construit à Houston au Texas de 1999 à 2002. L'immeuble a été construit pour la société Enron mais cette entreprise n'a jamais occupé le bâtiment à la suite d'un énorme scandale. L'immeuble a été acheté en mars 2004 par la société Chevron-Texaco pour 230 millions de $.
L'architecte de l'immeuble  est Cesar Pelli.